# Lilla sjön, Västergötland
Lilla sjön är en sjö i Marks kommun i Västergötland och ingår i Viskans huvudavrinningsområde.